# Charlie Machell
Charlie Machell (* 25. Oktober 1994 in Newcastle) ist ein englischer Fußballspieler.

## Karriere
Charlie Machell erlernte das Fußballspielen in der Jugendmannschaft des englischen Erstligisten Newcastle United sowie den Sportmannschaften der Wingate University und East Tennessee State University in den Vereinigten Staaten. Im Juli 2017 kehrte er nach Europa zurück. In Dänemark unterschrieb er einen Vertrag beim Thisted FC. Der Verein aus Thisted spielte in der zweiten dänischen Liga, der 1. Division. Für den Klub absolvierte er neunzehn Zweitligaspiele. Nach einem Jahr wechselte er zu 07 Vestur. Der Verein ist ein färöischer Fußballclub mit Sitz in Sørvágur auf der Insel Vágar und spielte in der ersten Liga, der Betrideildin. Hier stand er neunmal auf dem Spielfeld. Anfang 2019 zog es ihn nach Asien. In Kambodscha nahm ihn der Erstligist Preah Khan Reach Svay Rieng aus Svay Rieng unter Vertrag. Mit dem Verein wurde er 2019 kambodschanischer Fußballmeister. Außerdem stand er mit Svay Rieng im Finale des Hun Sen Cup. Hier verlor man im Elfmeterschießen gegen Boeung Ket Angkor. 2020 nahm ihn Hougang United unter Vertrag. Der Verein aus Singapur spielt in der ersten Liga, der Singapore Premier League. Für Hougang stand er 2020 achtmal in der ersten Liga auf dem Spielfeld. Ende 2020 ging er wieder nach Kambodscha, wo er sich dem Erstligisten Visakha FC anschloss. Weitere kurze Stationen seiner unsteten Laufbahn umfassen Clubs in Malaysia, Oman und in unteren Ligen der Vereinigten Staaten sowie der Vereinigten Arabischen Emirate.

## Erfolge
Preah Khan Reach Svay Rieng
- Cambodian League: 2019
- Hun Sen Cup: 2019 (Finalist)